# Altamira (paroisse civile)
Pour les articles homonymes, voir Altamira (homonymie).
Altamira est l'une des deux paroisses civiles de la municipalité de Santa María de Ipire dans l'État de Guárico au Venezuela. Sa capitale est Altamira.

## Géographie

### Démographie
Hormis sa capitale Altamira, la paroisse civile comporte plusieurs localités, dont :
- Altamira
- El Hatico
- San Antonio